# Dani Cameranesi
Danielle „Dani“ Cameranesi, verh. Brodzinski (* 30. Juni 1995 in Plymouth, Minnesota) ist eine ehemalige US-amerikanische Eishockeyspielerin, die zuletzt  bei den Buffalo Beauts in der Premier Hockey Federation auf der Position des Stürmers spielte. Cameranesi war zwischen 2014 und 2022 Mitglied der Frauen-Eishockeynationalmannschaft der Vereinigten Staaten und zweimalige Weltmeisterin sowie Olympiasiegerin.

## Karriere
Cameranesi verbrachte ihre Highschool-Zeit an der The Blake School in Hopkins im Bundesstaat Minnesota. Während ihrer Zeit an der Schule nahm sie mit der US-amerikanischen U18-Juniorinnen-Auswahl in den Jahren 2012 und 2013 an der U18-Frauen-Weltmeisterschaft teil. Dabei gewann die Stürmerin jeweils die Silbermedaille. Nach dem Schuljahr 2012/13 zog es Cameranesi an die University of Minnesota, wo sie in den folgenden vier Jahren ihrem Studium nachging und parallel dazu für das Eishockeyteam der Universität in der Western Collegiate Hockey Association, einer Division im Spielbetrieb der National Collegiate Athletic Association, spielte.
In Diensten der Golden Gophers wurde die Offensivspielerin zu Beginn der Saison 2014/15 erstmals für die Frauen-Eishockeynationalmannschaft der Vereinigten Staaten nominiert und nahm mit dieser am 4 Nations Cup 2014 teil. In derselben Spielzeit gewann sie mit der Universität die nationale Collegemeisterschaft der NCAA, gefolgt vom Gewinn der Goldmedaille bei der Weltmeisterschaft 2015. Obwohl am Ende des Spieljahres 2015/16 die erfolgreiche Titelverteidigung der Landesmeisterschaft mit der University of Minnesota zu Buche stand und Cameranesi im NWHL Draft 2016 bereits an dritter Gesamtstelle von den Connecticut Whale aus der National Women’s Hockey League ausgewählt worden war, fand sie während ihrer Collegezeit nicht mehr zurück in den Nationalkader. Erst beim 4 Nations Cup 2017 spielte Cameranesi erstmals seit der Weltmeisterschaft 2015 wieder bei einem internationalen Turnier vor. Zuvor war sie nach Beendigung ihres Studiums vom US-amerikanischen Eishockeyverband USA Hockey in Vorbereitung auf die Olympischen Winterspiele 2018 in Pyeongchang rekrutiert worden und qualifizierte sich schließlich für den 23-köpfigen Turnierkader, mit dem sie schließlich die Goldmedaille gewann.
In der Saison 2018/19 spielte sie für die Buffalo Beauts in der Premier Hockey Federation. Anschließend entschied sich für einen Beitritt zur Professional Women’s Hockey Players Association und spielte im Rahmen von Promotionsspielen (unter anderem der Dream Gap Tour) für das Montreal-Charter der PWHPA.
Während der Saison 2021/22 bereitete sie sich erneut zentralisiert mit USA Hockey auf die Olympischen Winterspiele 2022 vor. Beim olympischen Eishockeyturnier in Peking sammelte sie drei Scorerpunkte in sieben Spielen und gewann die Silbermedaille. Nach diesem Erfolg beendete sie ihre Spielerkarriere und arbeitet seither als Trainerin.

## Erfolge und Auszeichnungen
- 2015 NCAA-Division-I-Championship mit der University of Minnesota
- 2016 NCAA-Division-I-Championship mit der University of Minnesota
- 2019 Teilnahme am NWHL All-Star Game

### International
| - 2012 Silbermedaille bei der U18-Frauen-Weltmeisterschaft - 2013 Silbermedaille bei der U18-Frauen-Weltmeisterschaft - 2015 Goldmedaille bei der Weltmeisterschaft | - 2018 Goldmedaille bei den Olympischen Winterspielen - 2019 Goldmedaille bei der Weltmeisterschaft - 2021 Silbermedaille bei der Weltmeisterschaft - 2022 Silbermedaille bei den Olympischen Winterspielen |

## Karrierestatistik
Stand: Ende der Saison 2018/19

### International
Vertrat die USA bei:
| - U18-Frauen-Weltmeisterschaft 2012 - U18-Frauen-Weltmeisterschaft 2013 - Weltmeisterschaft 2015 | - Olympischen Winterspielen 2018 - Weltmeisterschaft 2019 |

(Legende zur Spielerstatistik: Sp oder GP = absolvierte Spiele; T oder G = erzielte Tore; V oder A = erzielte Assists; Pkt oder Pts = erzielte Scorerpunkte; SM oder PIM = erhaltene Strafminuten; +/− = Plus/Minus-Bilanz; PP = erzielte Überzahltore; SH = erzielte Unterzahltore; GW = erzielte Siegtore; 1 Play-downs/Relegation; Kursiv: Statistik nicht vollständig)